# Mi rifaccio il trullo
Mi rifaccio il trullo è un film commedia del 2016 diretto da Vito Cea.

## Trama
Michele Modugno, un muratore pugliese con l'hobby della musica, vive in un grande trullo con la vecchia madre, la sorella Melania e il cognato Sebastiano, anche lui muratore e suo socio. Per ripianare un debito contratto con la banca, Michele affitta d'estate un piccolo trullo sul mare di sua proprietà. Il giorno prima di ospitare una turista (Giada), riceve però, una brutta sorpresa: qualcuno ha rubato il trullo. La costruzione è stata depredata delle pietre e del cono. Michele cerca un'altra sistemazione per la turista, ma alla fine, è costretto a ospitarla in casa sua. La convivenza con Giada, una bella manager milanese, porta lo scompiglio nella vita del povero muratore. I due, per caratteri e modi di vivere diversi, all'inizio si scontrano e litigano su tutto. Ma poi, lentamente, scoprono di essere attratti l’uno dell’altro e tra loro inizia una bella, quanto improbabile storia d'amore...

## Produzione
Il film è stato girato in Puglia, in diverse località nelle provincie di Bari, Brindisi e Taranto.

## Distribuzione
Il film è uscito il 3 marzo 2016 in 500 sale cinematografiche.